# 柔佛共識
柔佛共識 （Muafakat Johor）是由柔佛州團結與人力資源委員會在马来西亚柔佛州所推出的計劃，主要強調各民族互接納彼此的相異，認同大馬立國社會契約，為同一目標努力。

## 概念
柔佛州務大臣拿督斯里莫哈末卡立自2013年上任以來就一直探討如何加強柔州人民的團結，於是便提出了“柔佛共識”的詞彙，因為如果要讓柔佛州人民團結，首要步驟是必須讓人民以柔佛為榮；無論甚麼宗教、語言或種族，都可從生活中各方面展現團結，而不是一味地被政治所分化。

## “柔佛共識”下的計劃
- 柔佛共識決心工作計劃 （Azam Kerja Muafakat Johor）[4]
- 柔佛共識平價商店 （Kedai Harga Patut Muafakat Johor）
- 柔佛共識全民共享之愛心便當[5]

## 和谐巴士
柔佛和谐免費巴士（Bas Muafakat Johor）是一项公共交通服务。目前该服务主要在柔佛南部，其中共有四个地方政府（古来、新山、新山中区、巴西古当）设有此项服务，其中新山市政厅设有6条巴士路线，而其他地方政府也有3条巴士路线。